# 日輪寺 (和歌山県九度山町)

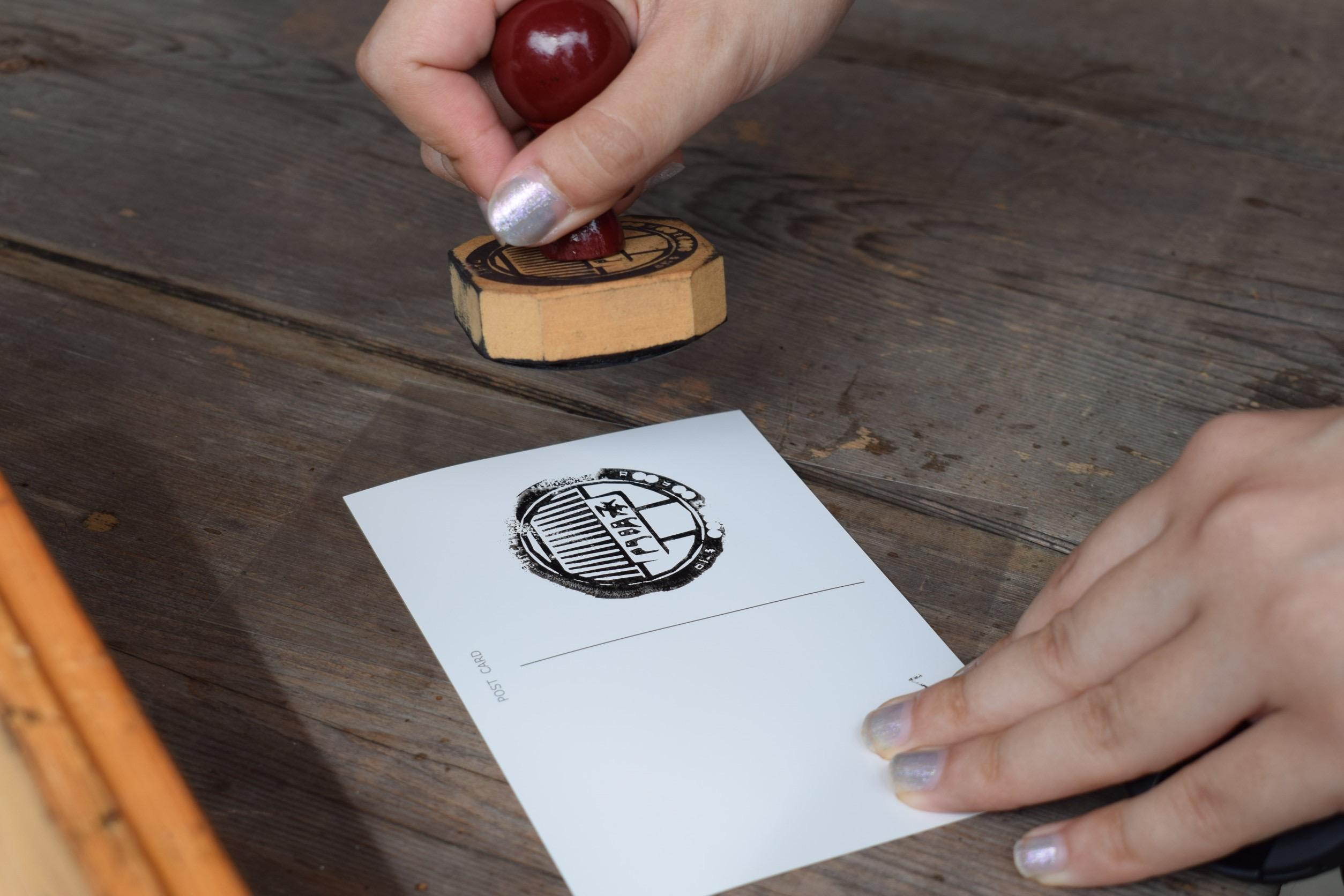
高野七口押印帳(日輪寺)

日輪寺は、和歌山県伊都郡九度山町河根にある高野山真言宗の寺院である。本尊は大日如来であり、山号は大智山、院号は遍照院。河根丹生神社の別当寺。高野七口押印帳のスタンプ設置場所である。

## 歴史
創建時期は定かではないが、古文書が残っており由緒ある寺院であることが分かっている。『紀伊続風土記』によると、元禄9年(1696年)に仁和寺より山号院号を許されたとあり、『由緒書』によると、元和の頃(1615年～1623年)に仁和寺宮が高野を登山した際に御休憩所に仰せ出された故を以て、元禄9年(1696年)に仁和寺により、大智山遍照院の山号院号の許しを得た。と記されている。1873年2月に小学校の仮校舎として開校されていた。この学校はのちの河根小学校にあたる。 

## 境内
- 本堂
- 鐘楼

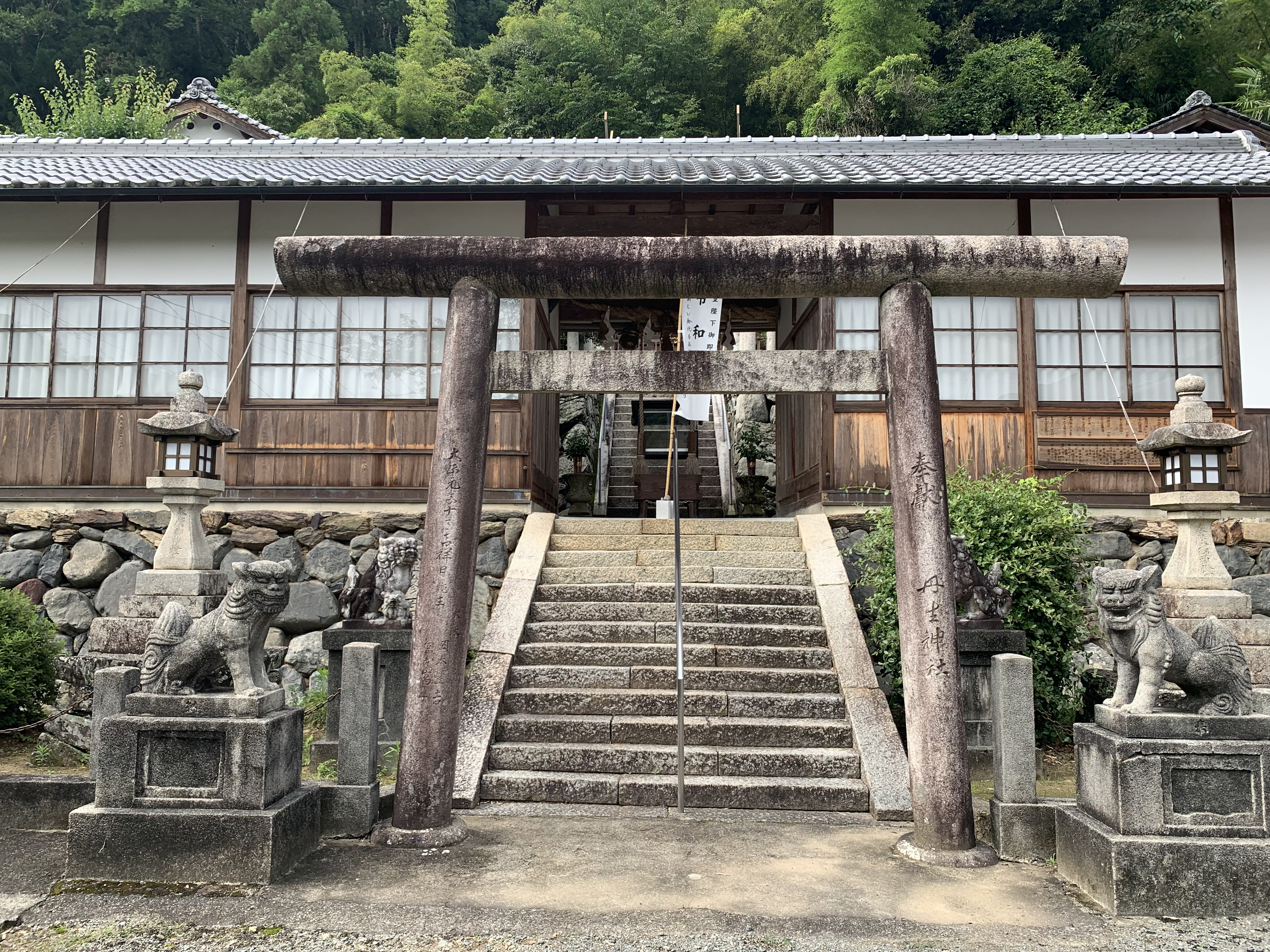
河根丹生神社と狛犬

- 河根丹生神社と狛犬河根丹生神社　和歌山県指定有形文化財の石造狛犬がある。[3]

## 高野参詣道
- 門前を世界遺産である高野山へ繋がる京大坂道(きょうおおさかみち)が通っている。
- 紀伊丹生川沿いの徒歩1時間のところに黒河道(くろこみち)が通っている。

## 周辺
- 周辺は高野街道(京大坂道)の宿場町として発達し、室町時代には集落を形成していた。江戸時代には高野参詣道の旅人の大半はこの地を通るようになり、本陣、旅籠、茶屋などが立ち並び、賑わいをみせた。

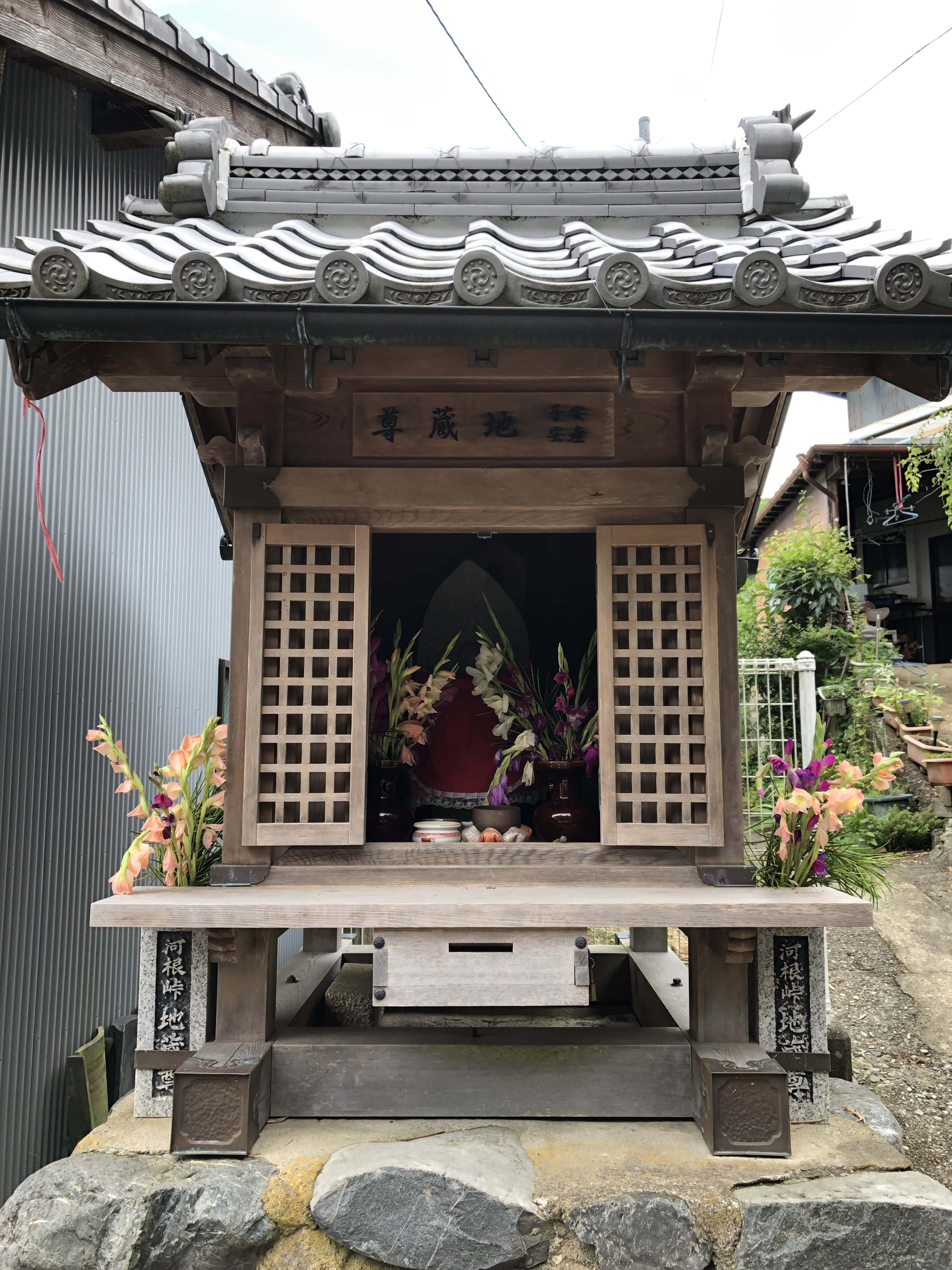
京大坂道第4の地蔵

- 寺から京大坂道を130m上ったところに京大坂道六地蔵のうちの第4の地蔵がある。

## 交通アクセス
鉄道
- 南海電気鉄道 南海高野線 高野下駅から徒歩で38分。
- 南海電気鉄道 南海高野線 九度山駅から徒歩で55分。